# Inzenhof
Inzenhof est une commune autrichienne du district de Güssing dans le Burgenland.